# Rimbusia rufescens
Rimbusia rufescens là một loài tò vò trong họ Ichneumonidae.